# Nicolas
 Nicolas Bernard Muck dos Santos (Canoas, 17 de março de 1995) é um voleibolista indoor brasileiro,  atuante na posição de Central,que serviu em todas as categorias de base da Seleção Brasileira e representando-a obteve a medalha de ouro no Campeonato Sul-Americano Infantil de 2011 no Equador, também no  Campeonato Sul-Americano Infanto-Juvenil de 2012 no Chile e disputou nesta categoria o Campeonato Mundial de 2013 no México.Também atuou pela seleção na conquista do ouro no Campeonato Sul-Americano Juvenil de 2014 no Brasil .

## Carreira
Nicolas começou nas categorias de base do Grêmio Náutico União cujo técnico era Alessandro Pereira,  e mesmo sendo da categoria infantil  foi convocado para integrar a Seleção Gaúcha na categoria infanto-juvenil.
Em 2011 foi convocado para categoria de base da Seleção Brasileira, quando disputou a primeira edição do Campeonato Sul-Americano Infantil sediado em Guayaquil -Equador e conquista o ouro desta edição.No ano seguinte é convocado paara atuar na categoria infanto-juvenil  da Seleção Brasileira para disputar o Campeonato Sul-Americano realizado em Santiago-Chile e sagrou-se campeão sul-americano nesta edição.
Em 2012 transferiu-se para o APAV/Kappersberg/Canoas e conquistou o título do Campeonato Gaúcho no mesmo ano e neste mesmo ano continuou servindo a Seleção Brasileira, categoria infanto-juvenil, convocado pelo técnico Percy Oncken  para os treinamentos em preparação para disputa da Superliga B 2013 e disputou esta edição, mas não avançou a fase de playoffs
No ano de 2013 atuou  pelo Vivo/Minas, quando foi convocado para Seleção Brasileira, categoria infanto- juvenil para disputar o Campeonato Mundial realizado nas cidades mexicanas de Tijuana e Mexicali e disputou esta edição vestindo a camisa#10, ocasião que o Brasil não conseguiu chegar as finais, terminando na quinta colocação.Nesse mesmo ano foi convocado para Seleção Brasileira, desta vez na categoria sub-23, para os treinamentos em prepação ao primeiro Campeonato Mundial realizado em Uberlândia-Brasil mas fez parte do grupo que conquistou o ouro nesta edição.
Em 2014 jogou pelo Bento Vôlei e retornou neste mesmo ano para o Camponesa/Minas  e foi convocado neste ano para servir a Seleção Brasileira pela categoria juvenil que se preparava para o Campeonato Sul-Americano em Saquarema-Brasil econquistou o ouro e foi eleito o Melhor Central da edição.Foi também convocado para Seleção Brasileira em preparação para a primeira edição do Campeonato Sul-Americano Sub-22 que se realiazará em Saquarema-Brasil.

## Títulos e Resultados
- 2013-5o lugar no Campeonato Mundial Infanto-Juvenil (Tijuana & Mexicali,  México)[11]
- 2012-Campeão do Campeonato Gaúcho

## Premiações Individuais
- Melhor Central do Campeonato Sul-Americano Juvenil de 2014[14]

## Ligações Externas
- Perfil Nicolas Santos (en)